# Orpecovalva mallorcae
Orpecovalva mallorcae – gatunek motyli z rodziny Autostichidae i podrodziny Symmocinae.
Gatunek ten opisany został po raz pierwszy w 1975 roku przez László Anthony’ego Gozmány’ego na łamach „Acta Zoologica Academiae Scientiarum Hungaricae”. Jako lokalizację typową wskazano Peguerę w hiszpańskiej gminie Calvià.
Motyl o rozpiętości skrzydeł około 7 mm w przypadku samców i od 8 do 9 mm w przypadku samic. Głowę ma jasnoszarą lub białoszarą, o głaszczkach wargowych ciemnoszarych z czarniawą obrączką pośrodku trzeciego członu, a czułkach ciemnoszarych z gęstym, ciemniejszym obrączkowaniem. Barwa tułowia wraz z tegulami jest szara lub jasnoszara. Kolor tła skrzydła przedniego jest jasnoszary z wmieszanymi łuskami brązowymi i mniej licznymi czarnymi. Wzór w postaci brązowych i czarnych kropek jest słabo widoczny, czasem nieobecny. Krótkie i szerokie skrzydła tyle są szare. Strzępiny obu par skrzydeł są jasnoszare do białawych. Genitalia samca odznaczają się walwą o dość spiczastym wierzchołku, szerokim, dość krótkim, zakrzywionym pod kątem prostym i spiczasto zakończonym sakulusie oraz dość krótkim i szerokim wyrostku kosty. Poza tym mają one długie i smukłe płaty zawieszki oraz gruby, prosty edeagus z pojedynczym szeregiem kolcokształtnych cierni.
Owad palearktyczny, śródziemnomorski, endemiczny dla Majorki w archipelagu Balearów. 